# René Chapallaz
René Chapallaz, né le 20 juin 1881 à Nyon et mort le 8 mai 1976 à La Chaux-de-Fonds, est un architecte et photographe suisse.

## Biographie
René Chapallaz fréquente les écoles industrielles de Nyon et de Lausanne avant d'entrer en apprentissage comme dessinateur dans le bureau Pfleghard & Häfeli à Zurich. Parallèlement, il suit des cours à la Kunstgewerbeschule. Après un court passage à Genève, il est engagé comme dessinateur-architecte, puis comme chef de travaux chez Éd. Piquet, architecte constructeur à La Chaux-de-Fonds. Entre 1905 et 1907, René Chapallaz devient architecte pour l'entreprise Tavannes Watch Co. En quelques mois, l'architecte construit la villa de la famille Sandoz, un bureau d'architecture, un lotissement de maisons et une fabrique dont les éléments architecturaux et décoratifs sont largement influencés par le Heimatstil et le Style sapin développé à l'École d'art de La Chaux-de-Fonds. Bien qu’il ait bâti son propre bureau d’architecture dans la localité, il quitte bientôt Tavannes pour étendre ses activités à La Chaux-de-Fonds et au Locle, où il construit des maisons locatives et des fabriques d’horlogerie. À cette époque, il rencontre Charles L’Eplattenier et Charles Édouard Jeanneret (Le Corbusier) avec qui il collabore. René Chapallaz est l’auteur de plusieurs constructions à La Chaux-de-Fonds et dans ses environs, dont le Musée des beaux-arts réalisé entre 1923 et 1925 en collaboration avec Charles L’Eplattenier.
Outre ses activités d’architecte, René Chapallaz était un passionné de photographie, qui lui permet de donner à voir son architecture. Il a également participé, par ses conseils, à l’élaboration du Cours supérieur à l’École d’art de La Chaux-de-Fonds mis en place par Charles L’Eplattenier.

## Réalisations architecturales
René Chapallaz a connu de nombreux bâtiments, notamment à La Chaux-de-Fonds, au Locle et à Tavannes dont le style sont influencés par le Heimatstil et le Style sapin.
- Villa de Charles L'Eplattenier, 1902, à La Chaux-de-Fonds ;
- Villa Gallet, 1904, à La Chaux-de-Fonds ;
- Villa Fallet, 1906, à La Chaux-de-Fonds ;
- Entre 1905 et 1907, il construit pour la Tavannes Watch Co à Tavannes le lotissement de Sonrougeux, la villa Sandoz, une partie du bâtiment industriel de la Tavannes Watch ainsi que sa propre maison qui devint son atelier d'architecte[2] ;
- Villa Baehler, 1908, à La Chaux-de-Fonds ;
- Musée des beaux-arts de La Chaux-de-Fonds, entre 1923 et 1925[4].

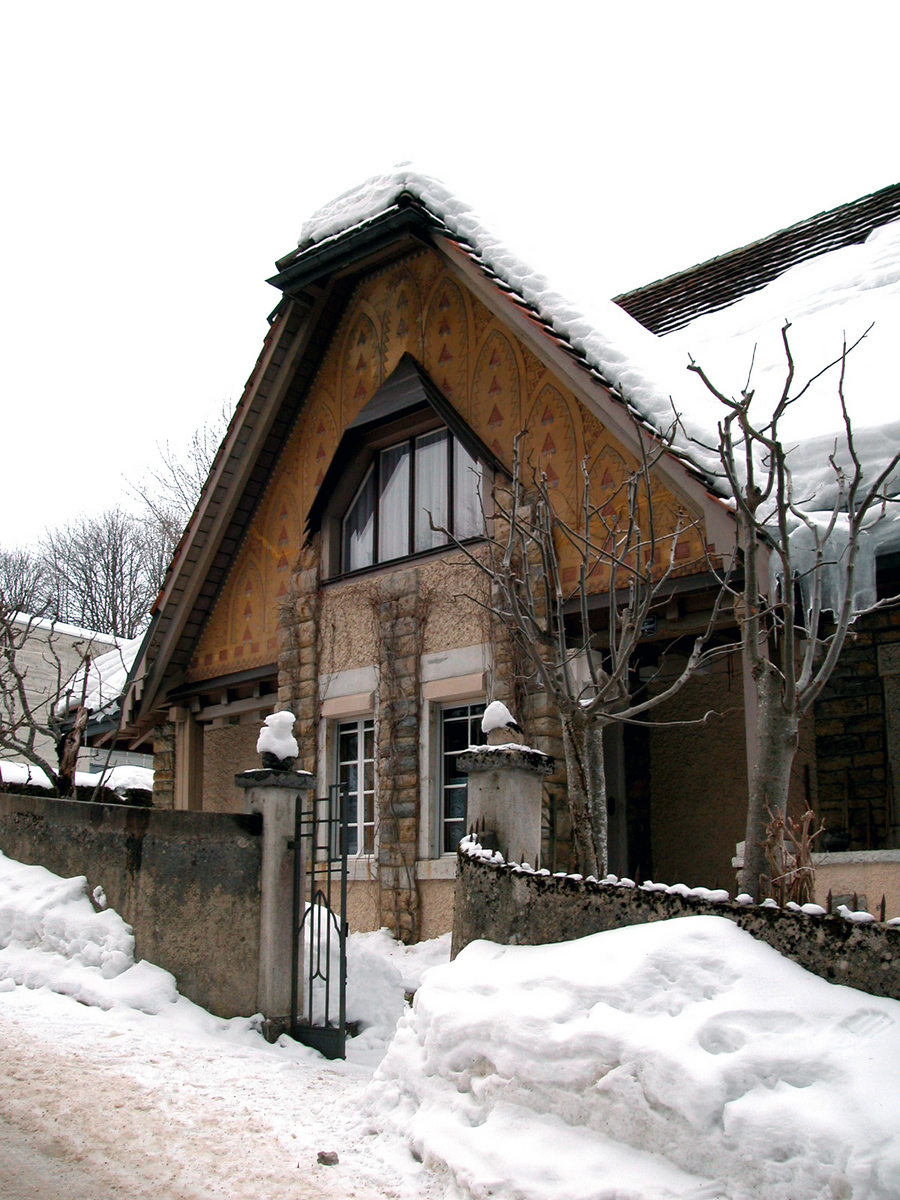
Villa Fallet, La Chaux-de-Fonds.
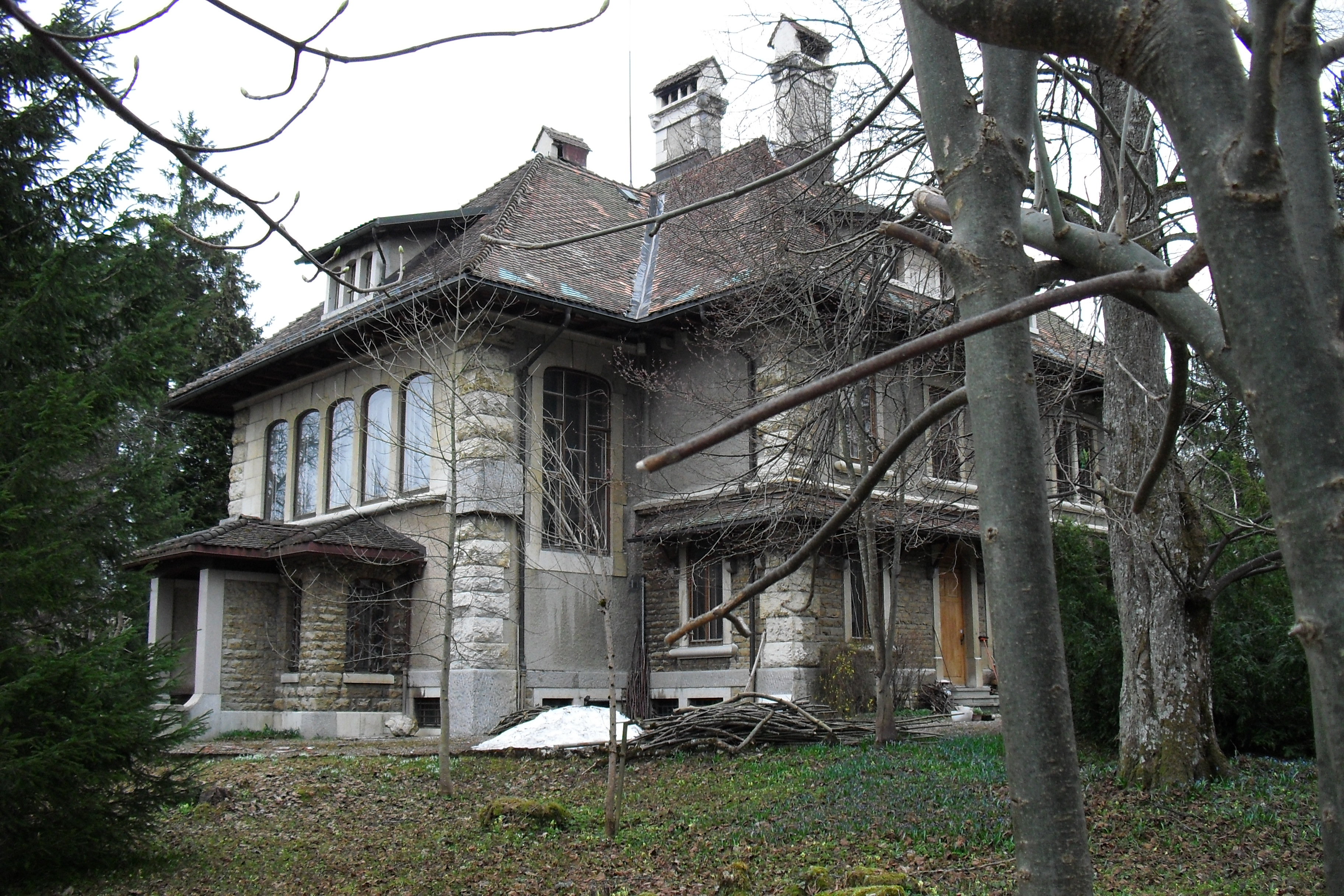
Villa Gallet, La Chaux-de-Fonds.
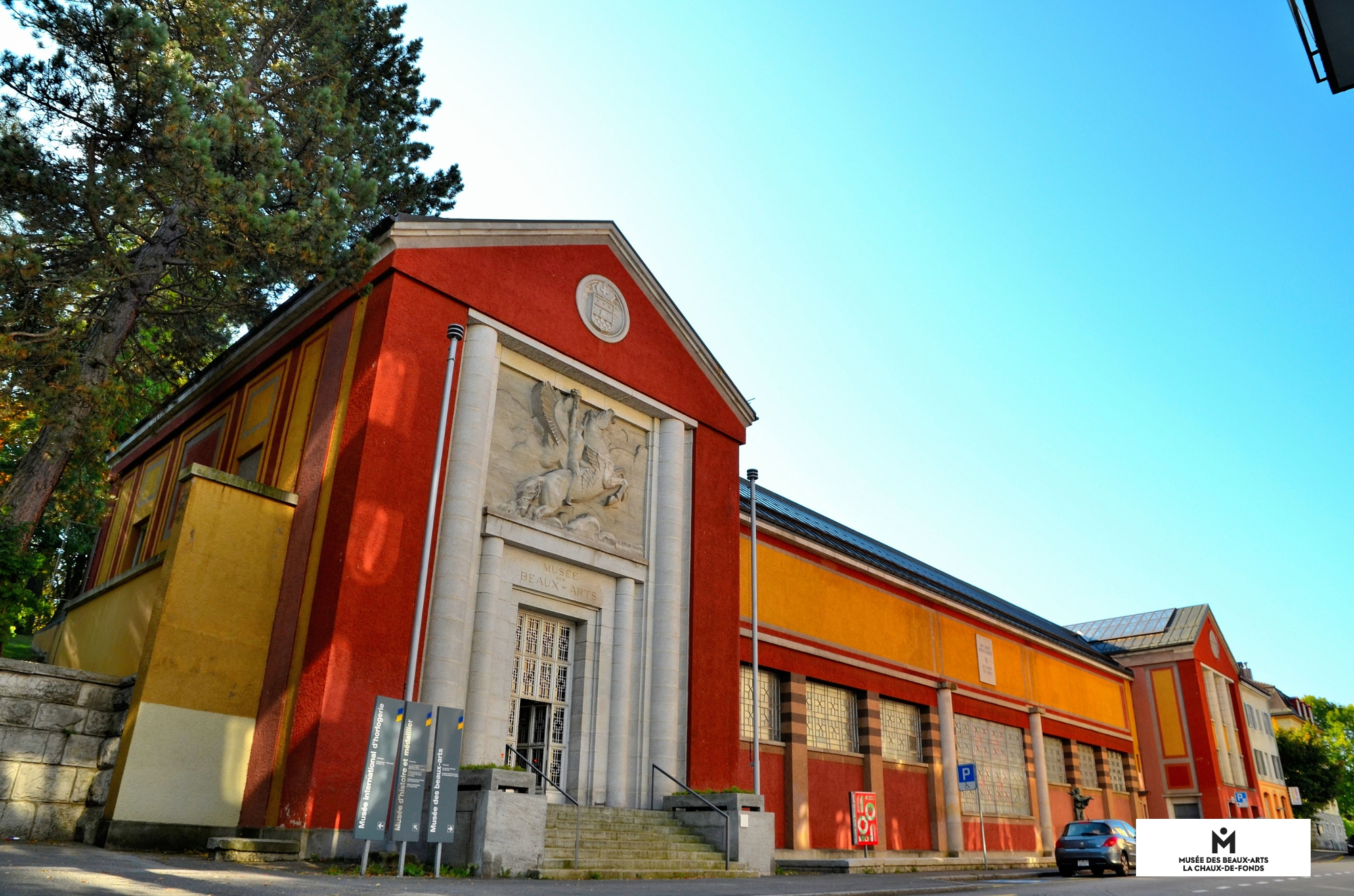
Musée des beaux-arts de La Chaux-de-Fonds.